# Nagy Balázs (néprajzkutató)
Sepsiszéki Nagy Balázs (Sepsiszentgyörgy, 1969. január 25. –) erdélyi magyar néprajzkutató.

## Életútja
1987-ben érettségizett szülővárosában az 1. számú Ipari Líceumban (ma Puskás Tivadar Líceum). 6 évet élt Budapesten. Diplomaszerzés után hazatért szülőföldjére. Sepsiszentgyörgyről 2011 nyarán feleségével és fiával Csinódra költözött. Lánya már oda született.
Már diákként könyvismertetésekkel jelentkezett a budapesti Honismeret, Élet és Tudomány, Ethnographia, Acta Ethnographica Hungarica, Hitel, Romániában a Korunk, Európai Idő hasábjain.
Néprajzi tanulmányai közül kiemelkedik a Háromszék című napilapban közölt Az Őrség székely szemmel (1993. október 13.) és Karácsonyfa régen és most (1994. december 23.) című írása. Székelyföldi témával foglalkozott a szlovákiai magyar néprajzi társaság Hírharang című tájékoztatójában, ahol a Székely Nemzeti Múzeumot ismertette (1993). Benkő Józsefről, a székely polihisztorról írt a Honismeretben (1994), s egy budajenői „székely ünnepről” számolt be az Élet és Tudományban (1995).

### Kötetei
Székelyföld falvai a huszadik század végén című nagyszabású munkájának, a személyes terepmunkán alapuló új „Székelyföld leírásá”-nak eddig négy kötete jelent meg a Nap Kiadó (Budapest) gondozásában. Ezekben – faluról falura járva – egy-egy közigazgatási és tájegység bemutatására vállalkozott.
A kötetek az alábbi tájegységeket ölelik fel:
- - I. (1998): Háromszéket (Kovászna megye),
  - II. (2000): Csík-, Kászon- és Gyergyószéket (Hargita megye),
  - III: (2003): Udvarhelyszéket (Hargita megye),
  - IV. (2007): Maros- és Aranyosszéket (Maros ill. Fehér és Kolozs megye).
- Kúriák földje, Háromszék; szerk. Nagy Balázs; Háromszék Vármegye, Sepsiszentgyörgy, 2011 (megjelent angolul is)